# Принцип недискримінації
Недискримінації принцип (англ. Non-discrimination principle) гарантує однакове ставлення до людей, незалежно від їхньої національності, статі, расової належності чи етнічного походження, релігії або вірувань, фізичних вад, віку чи сексуальної орієнтації.

## Поняття принципу недискримінації
Принцип недискримінації означає заборону необґрунтованого відмінного ставлення (а саме встановлення розрізнень, винятків, обмежень чи переваг) до осіб, які знаходяться в однаковій ситуації чи однакового підходу до осіб, які знаходяться в різних ситуаціях. Оскільки дискримінація призводить до обмеження або унеможливлення в користуванні чи здійсненні прав і свобод усіма людьми на рівних підставах, то її заборона розглядається як один із шляхів забезпечення рівності всіх людей. Право на захист від дискримінації є одним із фундаментальних прав людини, яке визнане міжнародним правом і має бути забезпечене сучасними державами.

## Право Ради Європи
Принцип недискримінації є загальновизнаним і засадничим у праві Ради Європи. Стаття 14 Конвенції про захист прав людини і основоположних свобод 1950 р. забороняє дискримінацію за будь-якою ознакою при користуванні визнаними в ній правами та свободами.
Нові гарантії, що стосувалися рівноправності членів подружжя у відносинах між собою і в їхніх відносинах зі своїми дітьми, були закріплені в ст. 5 Протоколу № 7 до Конвенції від 22 листопада 1984 р. Європейська соціальна хартія від 3 травня 1996 р. містить як заборону будь-якої дискримінації при здійсненні прав, передбачених цією Хартією, так і положення, що зобов'язують держави-учасниці створювати певні переваги для окремих груп населення (жінок, молоді, інвалідів та ін.) з метою забезпечення фактичної рівності.
Рамкова конвенція Ради Європи про захист національних меншин від 1 лютого 1995 р. забороняє будь-яку дискримінацію на підставі приналежності до національної меншини.
Протокол № 12 до Конвенції встановлює загальну заборону дискримінації за будь-якою ознакою виходячи з того, що всі особи є рівними перед законом і мають право на рівний захист за законом. Разом із тим у преамбулі Протоколу підкреслюється, що принцип недискримінації не перешкоджає державам-учасницям уживати заходів для сприяння повній та реальній рівності, якщо ці заходи є об'єктивно й обґрунтовано виправданими.

## Європейський суд з прав людини
Для з'ясування сутності дискримінації принципове значення має практика Європейського суду з прав людини і його попередника — Комісії з прав людини. Європейський суд з прав людини при розгляді спорів про дискримінацію досліджує три питання:
1. Про наявність дійсної відмінності в ставленні за аналогічної ситуації.
2. Про виправданість відмінності в ставленні до осіб, що знаходяться в аналогічній ситуації. Виходячи із практики Суду відмінність у ставленні повинна мати об'єктивне і розумне обґрунтування, тобто мати легітимну мету.
3. Про додержання розумної співмірності між засобами, що використовуються, і метою, що досягається. Ця вимога випливає з принципу пропорційності та передбачає справедливий баланс між захистом публічного інтересу і повагою до основних прав людини.

Відповідь на ці три питання дозволяє відокремити розрізнення, які є правомірними, від тих, які є неприйнятними, і таким чином констатувати наявність чи відсутність дискримінації.

## Право Європейського Союзу
Недискримінація є фундаментальним принципом Європейського Союзу. Стаття 13 Договору, що засновує Європейське співтовариство, передбачає вжиття заходів, потрібних для боротьби проти дискримінації на підставі статі, раси, етнічного походження, релігії чи віри, психічних чи фізичних вад, віку, сексуальної орієнтації.
Відповідно до ст. 13 Договору в ЄС було запроваджено стратегію боротьби з дискримінацією, яка, зокрема, відображена в:
- Директиві Ради Європейського Союзу 2000/43/ЄС від 29 червня 2000 р., яка імплементує принцип рівного ставлення до людей незалежно від расового або етнічного походження.
- Директиві Ради Європейського Союзу 2000/78/ЄС від 27 листопада 2000 р., яка встановлює загальні засади рівного ставлення у сфері зайнятості та професійної діяльності.
- Директиві Ради Європейського Союзу 2004/113/ЄС від 13 грудня 2004 р. про імплементацію принципу рівного ставлення до чоловіків і жінок у питаннях доступу до товарів і послуг та їх надання.
- Директиві Європейського парламенту і Ради 2006/54/ЄС від 5 липня 2006 р. про імплементацію принципу рівних можливостей і рівного ставлення до чоловіків і жінок у питаннях зайнятості та професійної діяльності.
- Рамковій стратегії Спільноти щодо гендерної рівності (2001–2005) і «Дорожній карті» для досягнення рівності між жінками і чоловіками 2006–2010, прийнятій Європейською комісією 1 березня 2006 р.
- Програмі дій Спільноти на 2001–2006 роки по боротьбі з дискримінацією на всіх підставах, перелічених у ст. 13.